# Челябинский 336-й пехотный полк
336-й Челябинский пехотный полк — пехотная воинская часть Русской императорской армии второй очереди. Сформирован для участия в Первой мировой войне.

## История
Сформирован в июле 1914 из кадров, выделенных 196-м пехотным Инсарским полком. Состоял из 4-х батальонов и входил в состав 84-й пехотной дивизии.

## Командиры полка
- 19.07.1914 — 01.01.1916  — полковник Николенко, Сергей Абрамович.

## Георгиевские кавалеры
- Сороко, Владимир Францевич — капитан, получил Георгиевское оружие (высочайший приказ 10 июня 1915).